# Boscarla de Manxúria
La boscarla de Manxúria (Acrocephalus tangorum) és una espècie d'ocell de la família dels acrocefàlids (Acrocephalidae) que habita canyars i boscos de Manxúria i zona limítrofa de Rússia.